# Paul Juda
Paul Wojciech Juda (/ˈdʒuːdə/; Des Plaines, 7 de julho de 2001) é um ginasta artístico estadunidense. Ele é membro da equipe nacional masculina de ginástica artística dos Estados Unidos. Ele foi membro da equipe vencedora da medalha de bronze no Campeonato Mundial de 2023 e da equipe vencedora da medalha de bronze nos Jogos Olímpicos de 2024. Ele também foi duas vezes medalhista de prata no Campeonato Pan-Americano de 2021. Na ginástica da NCAA, ele compete pelo Michigan Wolverines, onde ganhou cinco títulos Big Ten (dois individuais e três por equipe) e três campeonatos individuais da NCAA.

## Início da vida
Juda nasceu em Des Plaines, Illinois, filho de Ewa Bacher e Jozef Juda, ambos imigrantes poloneses. Ele tem dois irmãos mais velhos. Ele estudou na Stevenson High School em Lincolnshire, Illinois, antes de se matricular na Universidade de Michigan para fazer ginástica.

## Carreira

### Júnior
Juda competiu no Campeonato Nacional Olímpico Júnior de 2016, onde ganhou ouro no solo e prata nas barras paralelas e barra horizontal. Em maio de 2017, ele competiu no Campeonato Nacional Olímpico Júnior de 2017, onde ganhou ouro no geral. Em agosto de 2017, ele competiu no Campeonato Nacional de Ginástica dos EUA de 2017 na divisão júnior, onde ganhou uma medalha de prata no geral e nas argolas estáticas e barras paralelas.
Ele competiu na Winter Cup de 2018 na divisão júnior. Ele ganhou ouro no solo e prata nas argolas e barras paralelas. Em agosto de 2018, ele competiu no Campeonato Nacional de Ginástica dos EUA de 2018 na divisão júnior, onde ganhou ouro nas argolas, sexto no cavalo com alças e sexto no solo. Em agosto de 2019, ele competiu no Campeonato Nacional de Ginástica dos EUA de 2019, onde ganhou bronze na barra horizontal e compilou uma pontuação de 159.850 para ficar em 13º lugar. Após seu desempenho na competição, ele foi nomeado para a equipe nacional masculina de ginástica júnior dos Estados Unidos.

### Sênior
Em fevereiro de 2020, Juda competiu na Winter Cup de 2020, onde ganhou o bronze nas barras horizontais, empatou em quinto no solo e oitavo no geral (81.650). Após seu excelente desempenho na Winter Cup, ele foi nomeado para a seleção masculina de ginástica dos Estados Unidos. Aos 19 anos, ele se tornou o membro mais jovem da seleção nacional.
Em novembro de 2020, ele competiu na Competição de Amizade e Solidariedade de 2020, onde ganhou uma medalha de ouro com a Equipe Solidariedade. Em eventos individuais, ele marcou 14,40 no salto, 13,80 no exercício de solo, 13,40 no cavalo com alças, 13,00 nas argolas, 13,20 nas barras paralelas e 11,50 na barra horizontal. O evento serviu como a primeira competição internacional de nível sênior de Juda.
Juda começou a competir pelo time de ginástica masculina do Michigan Wolverines em 2020. Durante uma temporada que foi encurtada devido à pandemia de COVID-19, ele foi nomeado Ginasta da Semana do Big Ten uma vez, Calouro da Semana do Big Ten duas vezes e Ginasta da Semana do CGA e Calouro da Semana do CGA uma vez. Ele registrou 15.000 na barra horizontal para sua alta da temporada, a terceira maior pontuação na NCAA. Ele conquistou oito títulos de eventos individuais, incluindo três na barra horizontal, e ganhou as honras do CGA All-America na barra horizontal após liderar o país com uma pontuação média de 14.083. Ele terminou a temporada classificado como o nº 6 na NCAA no geral com uma média de pontuação de 79.750. Após a temporada, ele foi nomeado Calouro do Ano da Big Ten Conference.
Em junho de 2024, Juda competiu nas seletivas olímpicas dos EUA, onde ficou em quarto lugar no geral com uma pontuação de 168.850. Ele também ficou em segundo lugar no solo (28.850), terceiro no cavalo com alças (28.300), quinto na barra fixa (27.250), sexto nas argolas (27.650) e décimo terceiro nas barras paralelas (27.900). Em 29 de junho, ele foi nomeado para a equipe olímpica dos EUA para competir nos Jogos Olímpicos de 2024 ao lado de Asher Hong, Brody Malone, Stephen Nedoroscik e Fred Richard. Durante a qualificação para os Jogos Olímpicos, Juda se classificou para a final individual geral em 13º lugar. Ele competiu na posição de liderança pela equipe dos EUA em cinco dos seis eventos. Na final da equipe, ele competiu no solo, cavalo com alças, salto e barra fixa, contribuindo para a primeira medalha olímpica conquistada pela equipe masculina em dezesseis anos.